# Kruščica, Bosnien och Hercegovina
Kruščica är en ort i Bosnien och Hercegovina.   Den ligger i entiteten Federationen Bosnien och Hercegovina, i den centrala delen av landet, 40 km väster om huvudstaden Sarajevo. Kruščica ligger 1 102 meter över havet och antalet invånare är 143.
Terrängen runt Kruščica är huvudsakligen kuperad, men österut är den bergig. Terrängen runt Kruščica sluttar söderut. Närmaste större samhälle är Voljevac, 14,0 km nordväst om Kruščica. 
Omgivningarna runt Kruščica är en mosaik av jordbruksmark och naturlig växtlighet. Runt Kruščica är det ganska tätbefolkat, med 93 invånare per kvadratkilometer.